# Jericho (Vermont)
Pour les articles homonymes, voir Jéricho (homonymie).
Jericho est une ville de l'État américain du Vermont, située dans le comté de Chittenden. Selon le recensement de 2020, sa population est de 5 104 habitants. Elle est nommée d'après la cité antique de Jéricho.

## Dans la culture populaire
- La série Netflix Mercredi se déroule à Jericho.